# Mädchen

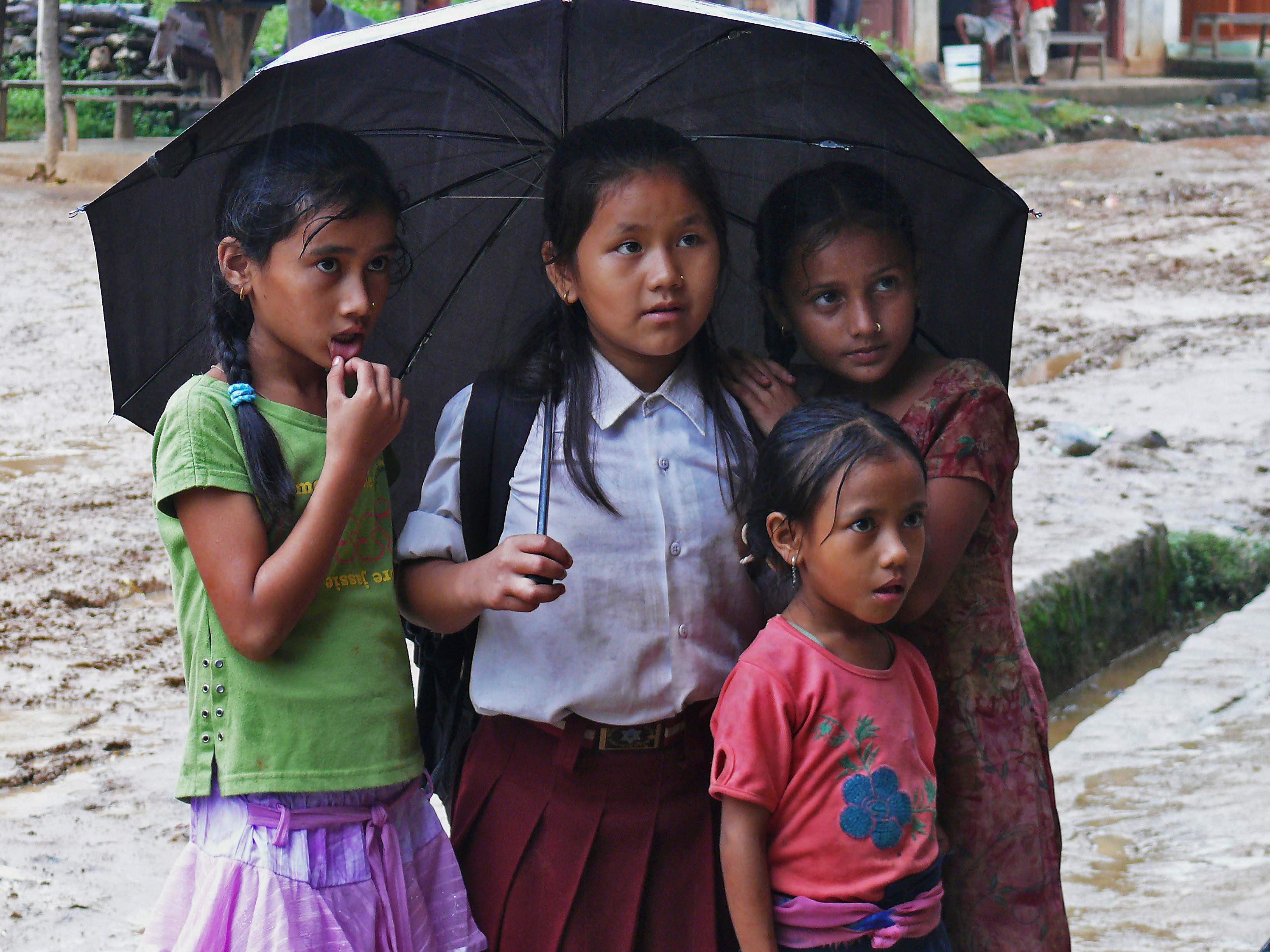
Mädchen im Monsunregen, Nepal (2007)

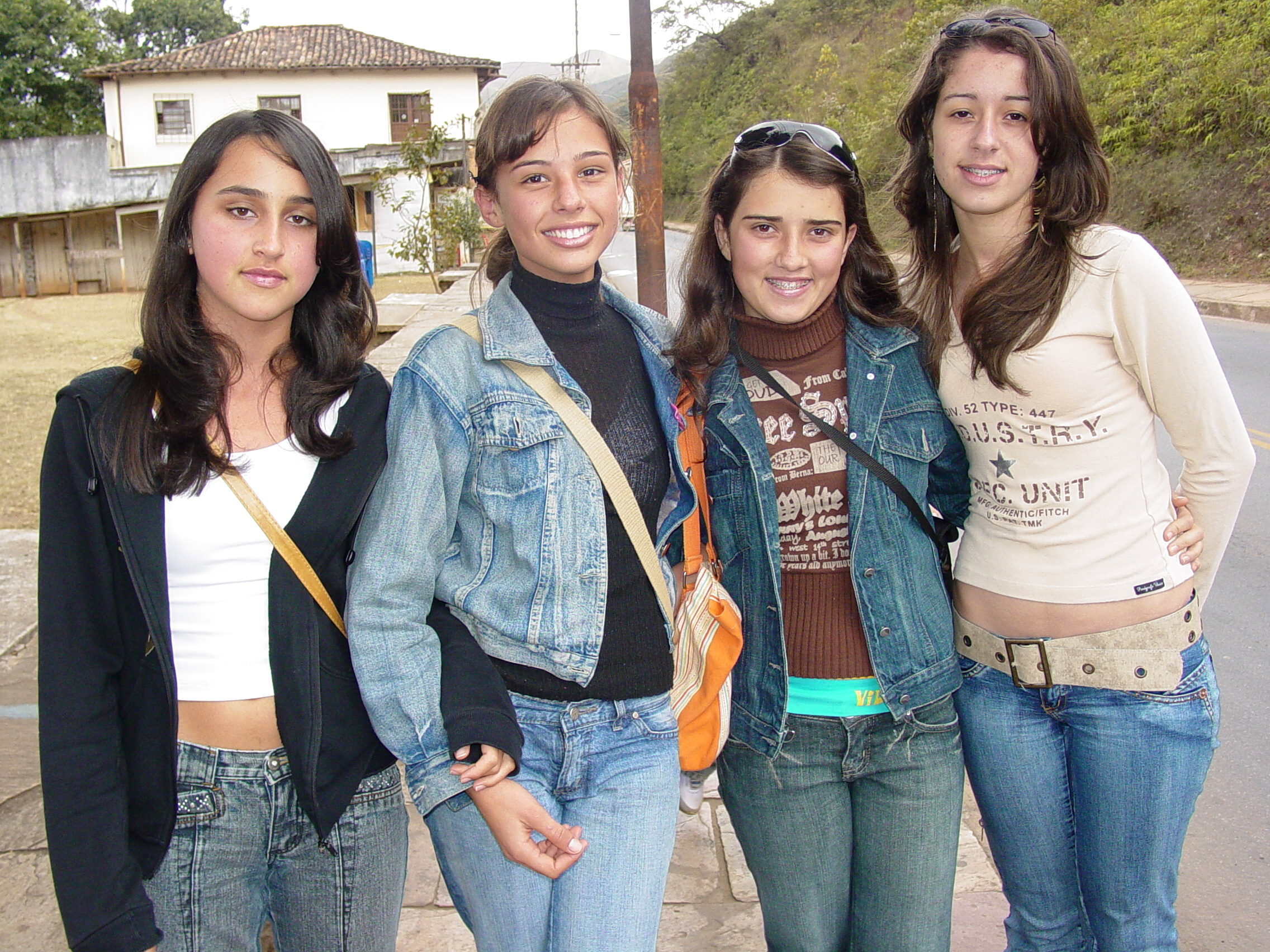
Mädchen in Ouro Preto, Brasilien (2006)

Ein Mädchen, umgangssprachlich auch Mädel, ist ein Kind weiblichen Geschlechts oder allgemeiner eine junge ledige weibliche Person. Früher stand das Wort auch kurz für das Hausmädchen.

## Wortgeschichte
Mädchen
Die grammatisch sächliche Bezeichnung das Mädchen für „Jugendliche, Kind weiblichen Geschlechts“, verwendet das Diminutivsuffix -chen und ist eine Verkleinerungsform des mittelalterlichen Wortes Magd → Mä[g]dchen. Zunächst wurde im 15. Jahrhundert im Mittelniederdeutschen mēgedeken verwendet sowie im Obermitteldeutschen Medichen Anfang des 16. Jahrhunderts, woraus Mägdchen im 17. Jahrhundert und schließlich Mädchen entstand. Martin Luther verwendete in seiner Bibelübersetzung noch die Ausdrücke Meidlin (Mägdlein), Jungfraw (Jungfrau) und Dirne. Bis ins 20. Jahrhundert wurde die Bezeichnung Mädchen häufig auch für eine Hausangestellte verwandt. Darauf bezieht sich der Duden seit 2011 und noch stärker hervorgehoben ab Oktober 2020 in einer Ergänzung:

„Im modernen Sprachgebrauch sollte das Wort Mädchen nur noch in der Bedeutung Kind weiblichen Geschlechts verwendet werden. In den weiteren veraltenden oder veralteten Bedeutungen gilt die Bezeichnung Mädchen zunehmend als diskriminierend.“

Die schweizerische Bundeskanzlei schreibt 2009 in ihrem bis heute teilweise verbindlichen Leitfaden zum geschlechtergerechten Formulieren im Deutschen in Bezug auf Wortzusammensetzungen mit -mädchen:

„Bei Zimmermädchen, Dienstmädchen, Hausmädchen, Kindermädchen usw. lässt das Wort -mädchen an eine nicht erwachsene, unmündige Frau denken. Diese Ausdrücke können deshalb abwertend wirken. Zudem gibt es für Männer kaum entsprechende Formen, es besteht eine Asymmetrie (vgl. auch Krankenschwester/Krankenpfleger; Hebamme/Entbindungspfleger; Hostess). Als Ersatzbezeichnungen bieten sich je nach Zusammenhang an: Hotelangestellte (allenfalls Zimmerfrau), Raumpflegerin, Hausangestellte, Haushaltshilfe, Pflegerin, Betreuerin, Kinderbetreuerin, Kinderfrau, Babysitterin.“

Mädel
Daneben wurde, vom Oberdeutschen ausgehend, die sächliche Bezeichnung das Mädel mit dem Diminutivsuffix -el gebildet. Die Bezeichnung Mädel wurde in der Vergangenheit zum Teil propagandistisch genutzt. So nannten die Nationalsozialisten (1933–1945) die Nachwuchsorganisation für Frauen Bund Deutscher Mädel. Er wurde daher vorübergehend im Wörterbuch des Unmenschen 1957 als einer von 28 Ausdrücken geführt, die nach Ansicht der Autoren aus dem deutschen Sprachschatz gestrichen werden sollten, weil sie den „Wortschatz der Gewaltherrschaft“ verkörperten. Seine Verwendung wird mitunter von der heutigen rechtsextremistischen Szene wieder aufgegriffen (vergleiche Mädelring Thüringen). Mädel ist laut Duden aber in der Umgangssprache verbreitet, häufiger in ironischer Form.
Maid
Die Bezeichnung die Maid entstand im Mittelhochdeutschen aus mait, meit, das ursprünglich „Jungfrau, unfreies Mädchen, Dienerin“ bedeutet und die kontrahierte Form von mittelhochdeutsch maget, frühneuhochdeutsch Meid (diminutiv: Meidlein) darstellt. Nachdem sich die Bedeutung im Laufe des 16. Jahrhunderts verloren hatte, wurde sie in der romantischen Dichtung neu belebt. Zu Beginn des 20. Jahrhunderts wurde der Begriff auf die Schülerinnen landwirtschaftlicher Haushaltsschulen bezogen. Als Arbeitsmaid wurden weibliche Mitglieder des Reichsarbeitsdienstes im NS-Staat bezeichnet. Der Duden nennt den Gebrauch heute als „veraltet, noch spöttisch“.

## Ikonografie und Kulturgeschichte

### Judentum und Christentum

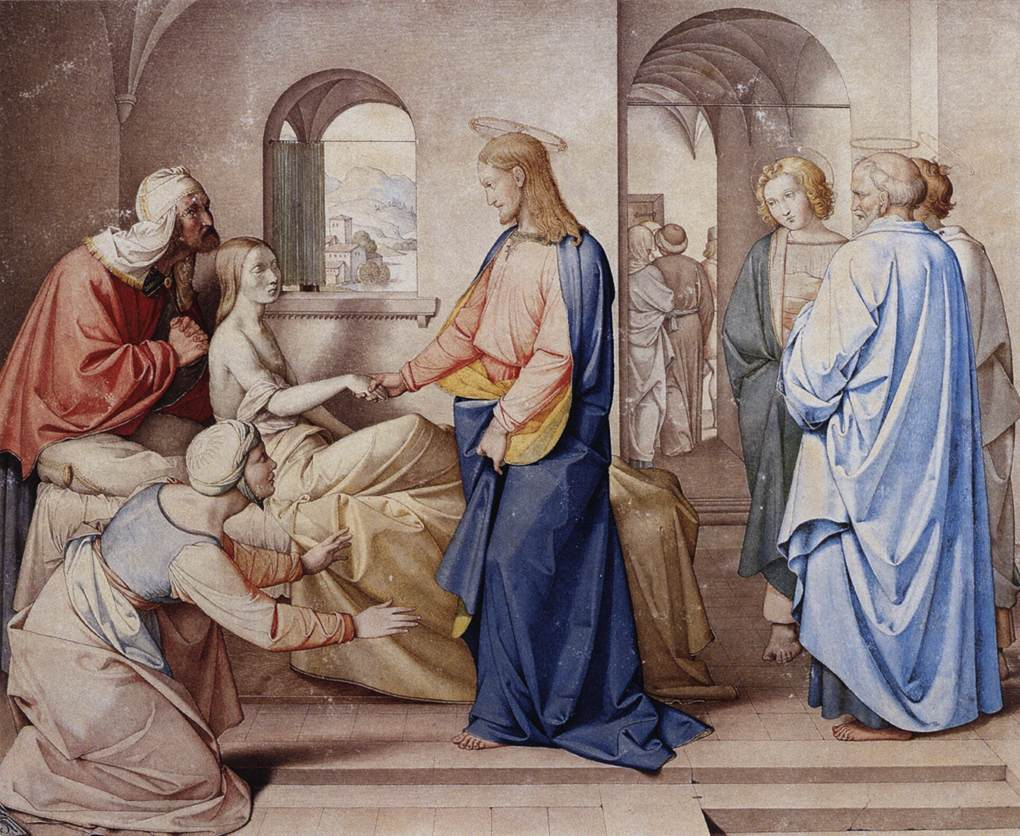
Jesus erweckt die Tochter des Jaïrus von den Toten, ein Mädchen von 12 Jahren (kolorierte Zeichnung von Friedrich Overbeck, 1815)

Zu den Begriffen, mit denen Mädchen im Alten Testament assoziiert werden, zählen Anmut und Schönheit, Schmuck, das Spielen von Musikinstrumenten und der Gesang von Hochzeitsliedern, Tanz, Jungfräulichkeit und Brautwerbung, aber auch Brautraub, Vergewaltigung und Trauer. Mädchen unterliegen in der Bibel keinen besonderen Geboten, die nur für sie gelten.
Das Alte Testament ist reich an einprägsamen Frauengestalten; darunter sind etwa Abrahams spätere Schwiegertochter Rebekka, Jakobs Tochter Dina, Mirjam, die Schwester des Mose, König Davids junge Pflegerin Abischag, die spätere Königin Ester und die gelegentlich als Sulamith bezeichnete Liebende im Hohelied Salomos.
Im orthodoxen Judentum gelten für Mädchen andere rituelle Gesetze als für Jungen. Während Jungen bald nach der Geburt im Rahmen eines Ritus (Brit Mila) beschnitten werden, beschränken sich die Riten bei der Geburt eines Mädchens meist darauf, dass der Vater bei der nächsten Tora-Lesung in der Synagoge den Namen der Tochter bekannt gibt. Da weder die Mischna noch der Talmud Vorschriften zu dieser Frage enthalten, wird die Namensgebungszeremonie für neugeborene Mädchen (Zeved habat, Simchat bat) innerhalb der verschiedenen Strömungen des Judentums sowie historisch und regional uneinheitlich gehandhabt. Ebenso wie Jungen studieren Mädchen auch im orthodoxen Judentum das jüdische Schrifttum, und zwar insbesondere die Gesetze, die die von Frauen zu erfüllenden Mitzwot regeln, z. B. Sabbat, Kashrut und Familienreinheit betreffend. Einen der Bar Mitzwa entsprechender Übergangsritus für Mädchen, Bat Mitzwa genannt, gibt es nur außerhalb des orthodoxen Judentums.
Die Rede über Mädchen im Neuen Testament ist sparsamer und weniger poetisch als die des Alten Testaments. Die bekannteste Gestalt ist die Jungfrau Maria, zur Zeit der Verkündigung ein junges Mädchen. Darüber hinaus berichtet das Neue Testament auch über Salome, die Tochter der Herodias, die als Lohn für ihren Tanz den Kopf des Johannes fordert. Aber auch in den Wundern Jesu treten Mädchen hervor, darunter die zwölfjährige Tochter des Jaïrus, die durch Jesus vom Tode erweckt wird, und die kleine Tochter einer Griechin, der Jesus einen Dämon austreibt.
Das Christentum kennt grundsätzlich keine verschiedenen Riten für Mädchen und Jungen. In der römisch-katholischen Kirche und den orthodoxen Kirchen können manche Sakramente und Sakramentalien allerdings nur von Männern oder Frauen empfangen werden.

### Mädchen in Jugendkulturen
Historisch wurde Mädchen in Deutschland erst 1911 gesetzlich gestattet, sich aktiv an den Anfang des 20. Jahrhunderts neu aufkommenden Jugendbewegungen wie den Wandervögeln zu beteiligen, wobei es innerhalb der Organisationen auch Vorbehalte gab. So nannte etwa Hans Breuer das Gemischtwandern die Buben verweichlichend und die Mädchen verbengelnd und verwildernd. Nach Klaus Farin seien gegenwärtige Jugendkulturen, die in der Jugendarbeit seiner Meinung nach an Bedeutung verlören, weitgehend immer noch männlich dominiert. Dennoch hätten Mädchen trotz ihrer geringeren Anzahl durchaus auch aktive Rollen inne und seien keineswegs nur „Mitläuferinnen“. Mädchenorientierte Szenen sieht er etwa in der Cosplay-Kultur. Angela McRobbie sah die Girlie-Kultur als eine von Mädchen allein getragene moderne Bewegung der Popkultur. Jonas Engelmann nannte Emo dagegen die erste Jugendkultur, in der sich auch Jungen an Mädchen angepasst hätten.

## Forschung

Symbolbild – Ehrenamtliches Blumenmädchen der Großen Kreisstadt Sebnitz 2023

Der wissenschaftlichen Erfassung der wirtschaftlichen, politischen, sozialen und kulturellen Faktoren, welche die Lebensbedingungen von Mädchen bestimmen, widmet sich seit dem späten 20. Jahrhundert die Mädchenforschung, ein Zweig der Frauenforschung. Angeregt wurde der wissenschaftliche und gesellschaftliche Diskurs um Mädchen unter anderem durch Elena Gianini Belottis 1973 in Italien publizierten Essay Was geschieht mit kleinen Mädchen?
In Deutschland gab es in den 1980er Jahren erste Ansätze hinsichtlich einer geschlechtsdifferenzierenden Mädchenforschung. Die damalige Ausweitung und verstärkte Förderung von Frauenstudien und -projekten fand auch Niederschlag in Projekten und Lehrveranstaltungen speziell zu Mädchenarbeit an universitären Einrichtungen. Der 6. Jugendbericht 1984 lieferte durch 39 Expertisen zu Lebenswelten von Mädchen und deren Perspektiven eine fundierte Basis. Es leitete sich die Forderung nach einer zielgerichteten Förderung von Mädchen in sämtlichen Bereichen der Jugendhilfe ab. 1991 hat die Erziehungs- und Sozialwissenschaftlerin Claudia Franziska Bruner eine erste Übersicht über Ergebnisse der noch jungen Mädchenforschung veröffentlicht. 2008 folgte ein Übersichtsartikel von Helga Kelle.
In den Vereinigten Staaten, wo Studien- und Forschungszentren für Girls’ Studies u. a. an der University of Missouri–Kansas City, der State University of New York in Cortland und an der University of Illinois at Urbana-Champaign zu finden sind, veröffentlichte Elline Lipkin (damals UC Berkeley) im Jahre 2006 ihren Übersichtsband Girls’ Studies: Seal Studies.